# گودوود، تاسمانیا
گودوود (به انگلیسی: Goodwood) یک حومه شهر در استرالیا است که در تاسمانی واقع شده‌است.